# Willi Helfert

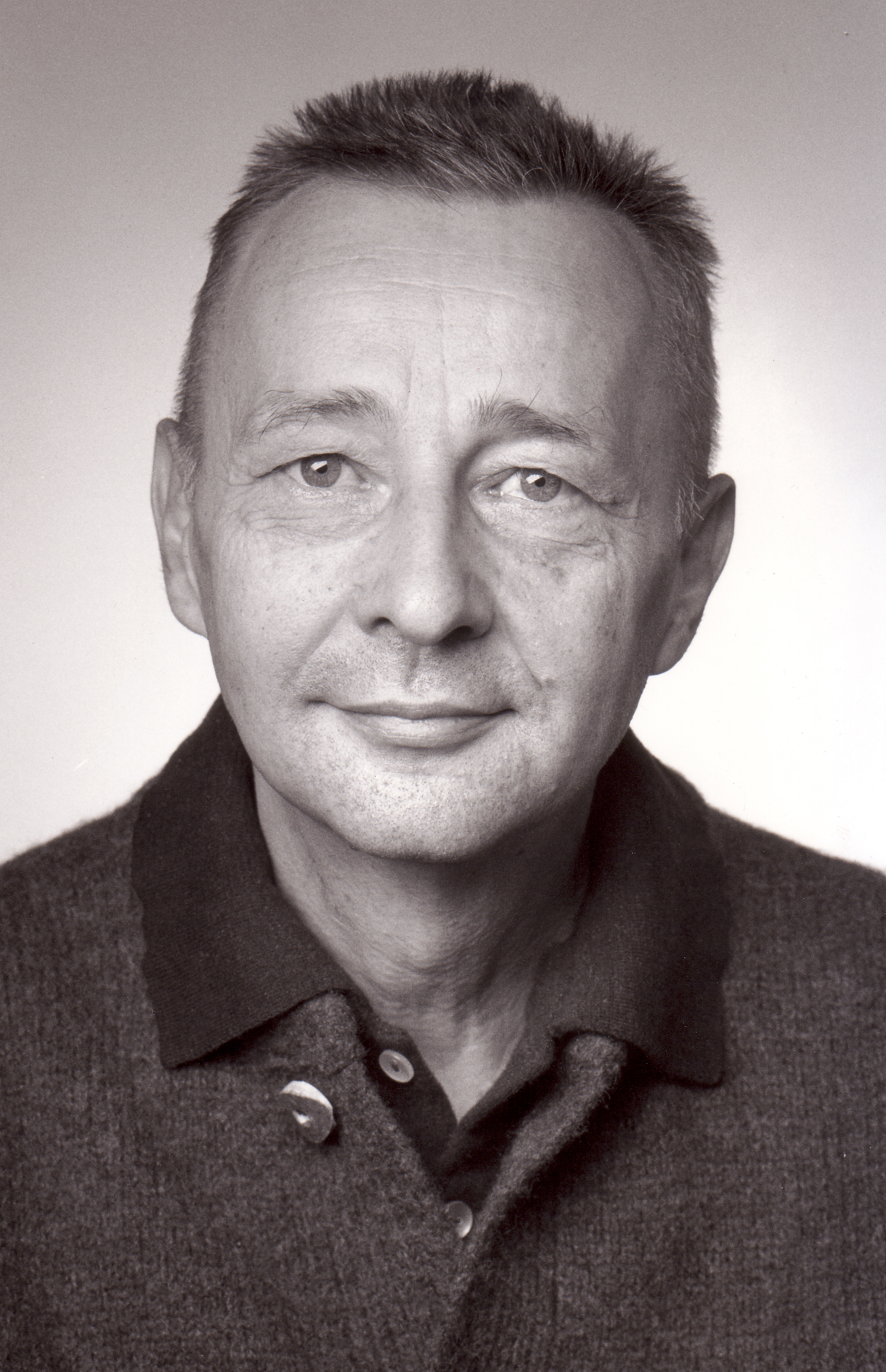
Willi Helfert

Wilhelm "Willi" Helfert, auch Willy Helfert, (* 26. November 1922 in Judenau-Baumgarten, Niederösterreich; † 23. Mai 1991 in Wien) war ein österreichischer Maler und Graphiker.

## Leben

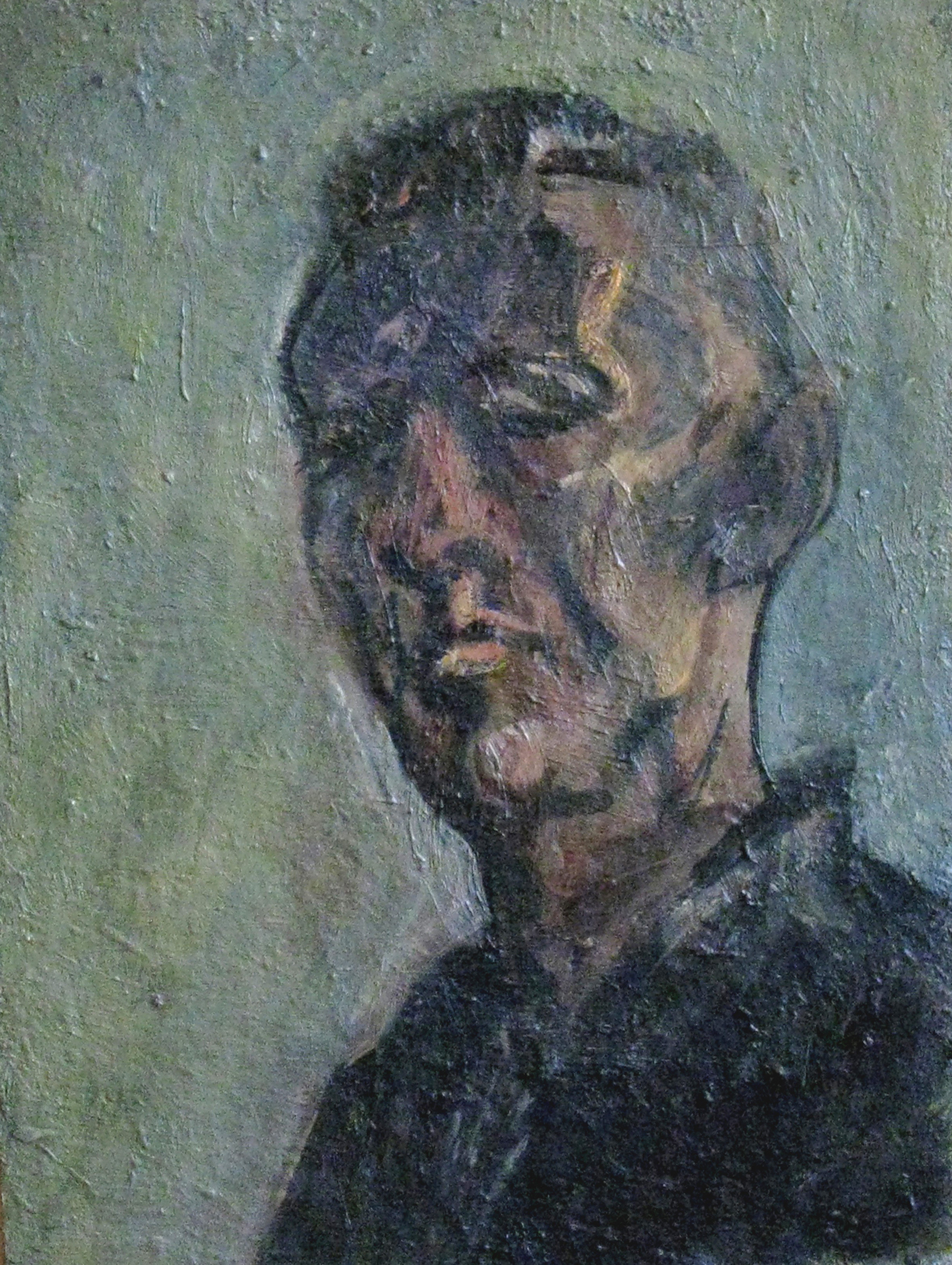
Selbstporträt, Öl

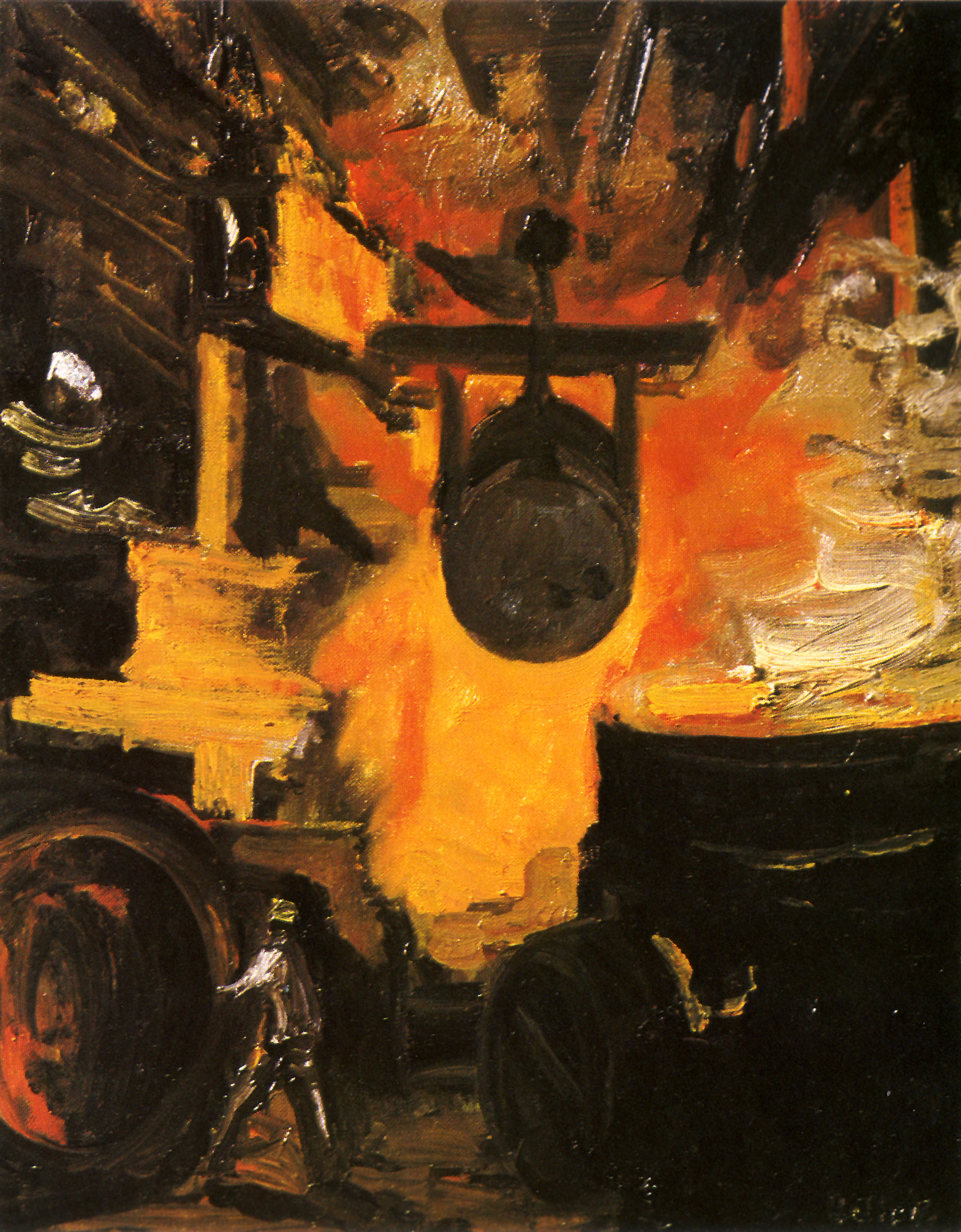
Hochofenanstich bei der Vöest, Öl

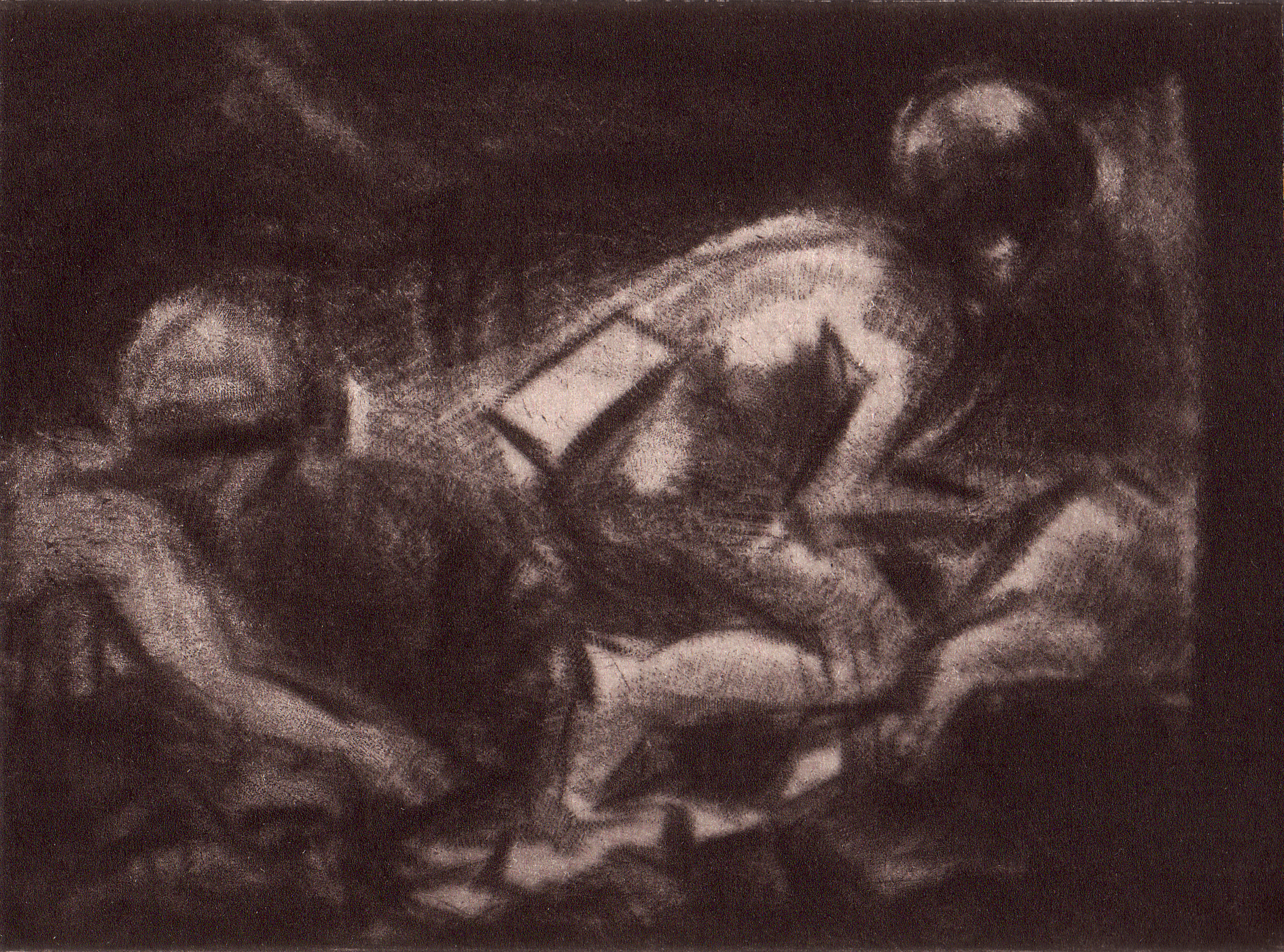
Radierung aus dem Zyklus "Glück auf"

Willi Helfert wurde 1940 unmittelbar nach der Matura in Wien zum Militär eingezogen und von der Luftwaffe zum Bordfunker ausgebildet. Nach seiner Rückkehr aus englischer Kriegsgefangenschaft arbeitete er bei der Firma Radio Austria AG als Radiotelegraphist und studierte gleichzeitig an der Universität Wien Theaterwissenschaften, Kunstgeschichte und Philosophie; krankheitsbedingt musste er das Studium abbrechen. 
Johann Muschik, ein damaliger Berufskollege und späterer Kulturpublizist, redet ihm zu, sich auch weiterhin mit Kunst zu beschäftigen: im Alter von 32 Jahren begann Willi Helfert als Autodidakt zu zeichnen und zu malen. 1956 nahm er an der Internationalen Sommerakademie Salzburg teil, wo er bei Oskar Kokoschka („Schule des Sehens“) lernte. Dieser empfahl ihn als Schüler an Georg Eisler weiter, der seinerseits von Kokoschka unterrichtet worden war: „Lieber Georg, Sie Teufel, helfen Sie meinem lieben Willi Helfert, der bei Ihnen zeichnen und malen wird! Du bist einer meiner treuen Freunde und zugleich auf dem besten Weg zum Künstler. Wo anders könnte der Willi was lernen?! Alles Liebe OK“ . Helfert arbeitete viele Jahre in Eislers Atelier, wobei aus dem anfänglichen Lehrer-Schülerverhältnis eine lebenslange Freundschaft entstand. 
Die zunehmenden Erfolge als Maler und Graphiker bewogen Willi Helfert im Jahr 1970 seinen sehr gut dotierten Beruf als Radiotelegraphist aufzugeben und als freischaffender Künstler zu arbeiten. Die Werke aus den 1960er und 1970er Jahren zeigen Stillleben, Akte, Porträts, Landschaften und konzentrierten sich allmählich auf das Wiener Stadtbild  (Einzelausstellungen u. a. in den Galerien Yppen, Alte Schmiede, Wiener Secession, E. Hilger).
Das wachsende Interesse an der Industrielandschaft führte Helfert 1978 nach Linz zur VÖEST, wo er Zugang zum Hochofen erhielt. Gleichzeitig lernte er im Kohlebergwerk der Marktgemeinde Ampflwang noch eine weitere ihm fremde Arbeitswelt kennen: „Es war die Polarität dieser beiden Arbeitswelten, die mich packte. Hier die extreme Dunkelheit, dort das zwingende, gleißende Licht des flüssigen Stahls. Hier die Enge des Raumes, das Gefühl des Eingeschlossenseins, dort die riesigen Hallen, die gewaltige Technik, die den Menschen zur Nebensächlichkeit degradiert. Trotz aller Verschiedenheiten haben beide Arbeitswelten etwas Gemeinsames. Beide sind außergewöhnlich, beide gefährlicher als andere.“
Die künstlerische Umsetzung dieser Faszination mündete in einem umfangreichen Bilder-Zyklus „Licht und Dunkel – Bilder aus Stahlwerk und Bergwerk“, der von der Österreichischen Arbeiterkammer (AK) unterstützt und auch erstmals in der AK Wien öffentlich präsentiert wurde; Ausstellungen des Zyklus in ganz Österreich folgten.
Eine abermalige Auseinandersetzung mit dem Thema Bergbau und Schwerindustrie wurde 1987 durch die Einladung der Ruhrfestspiele nach Dortmund initiiert, dem Sitz bedeutender Stahl- und Montanunternehmen; die dabei entstandenen Bilder wurden erstmals bei den Ruhrfestspielen in Recklinghausen ausgestellt. In der Folge fand man Helferts Werke rund um die Arbeitswelt  auf den großen Kunstmessen in Basel, Düsseldorf und Köln. 2006 präsentierte die Oberösterreichische Landesausstellung „Kohle und Dampf“ in Ampflwang seine Bilder vom dortigen Kohlebergwerk. 
Der große mediale Widerhall  begründete den Ruf von Willi Helfert als österreichischen Industrie-, Bergbau- und Arbeitsmaler und als solcher wurde er auch zu Gruppenausstellungen in Argentinien, Australien, Bulgarien, Deutschland, DDR, Israel, Jugoslawien, der damaligen UdSSR, sowie den USA eingeladen.
Obwohl dieses Sujet vornehmlich mit Helferts zum Teil großformatigen, dicht gemalten Ölbildern assoziiert wird, entstanden auch sehr viele Graphiken dazu: schnell hingeworfene Skizzen vor Ort dienten als Gedächtnisstütze, er hat seine Eindrücke allerdings auch in kraftvollen Zeichnungen und im Radierzyklus „Glück auf“ (Radierwerkstatt Zein 1978) festgehalten. Dieser wurde bei den Ruhrfestspielen und in der Landesausstellung OÖ gezeigt, er gelangte aber nie in den Handel.
Nur wenige Werke von Willi Helfert befinden sich im Besitz der öffentlichen Hand (Bundesministerium für Unterricht, Kunst und Kultur, Museum Niederösterreich, Kulturamt der Stadt Wien, Albertina, Wien Museum), die meisten wurden von privaten Personen oder Institutionen im In- und Ausland gekauft. Dies lag nach Zeitzeugen nicht zuletzt auch an Helfert selbst: er mied mediale Auftritte und suchte nur ungern Kontakte mit Entscheidungsträgern der öffentlichen Hand für allfällige Ankäufe; Selbstvermarktung, geschweige denn Gewinnmaximierung waren ihm fremd. Trotzdem wurde er für sein Werk mehrfach ausgezeichnet.
In seinen späten Jahren betätigt sich Willi Helfert als begeisterter und begeisterungsfähiger Lehrer: er leitete Mal- und Zeichenkurse an den Wiener Volkshochschulen und referierte in Kulturseminaren der AK über Kunst.

## Auszeichnungen
- 1974 Theodor-Körner-Preis
- 1976 Arbeitsstipendium der Stadt Wien
- 1988 Goldenes Verdienstzeichen der Stadt Wien